# Gsg5
Le GSG-5 est un fusil semi-automatique à percussion annulaire chambré pour la cartouche .22 Long Rifle. Il est construit par German Sport Guns GmbH, un grossiste d'airsoft situé à Ense-Höingen, en Allemagne. Il est dévoilé au salon IWA & Outdoor Classics en mars 2007 à la suite de la légalisation d'armes de type militaire auparavant interdites en Allemagne.

## Description
Ce fusil ressemble extérieurement à la mitraillette de style Heckler & Koch MP5. German Sport Guns produit sa propre gamme d'accessoires, notamment des crosses rétractables et des garde-mains à rails. De nombreux accessoires de style airsoft MP5 peuvent également être utilisés sur le GSG-5. Les chargeurs pour le GSG-5 sont disponibles en configurations de tambour à 2 coups, 10 coups, 15 coups, 22 coups et 110 coups.

## Faux suppresseur reclassé
En janvier 2010, aux États-Unis ; le Bureau de l'alcool, du tabac, des armes à feu et des explosifs statue que le carénage de canon précédemment approuvé inclus avec le GSG 5 SD pour donner l'apparence esthétique d'un véritable suppresseur (ou "silencieux") est un véritable suppresseur, bien qu'il soit incapable de fonctionner comme un suppresseur, et est donc réglementé en vertu de la Loi nationale sur les armes à feu. 